# アルメニアン・ダンス (リード)
『アルメニアン・ダンス』（英: Armenian Dances）は、アメリカの作曲家アルフレッド・リードが作曲した吹奏楽曲である。

## 概要
アルメニアの比較音楽学者であるコミタス・ヴァルダペットの収集したアルメニアの民謡を素材として作曲された。5つのアルメニア民謡が続けて演奏される単一楽章の《アルメニアン・ダンス パート1》と、アルメニア民謡に基づく3つの楽章からなる《アルメニアン・ダンス パート2》がある。《パート1》と《パート2》を合わせて4楽章からなる1つの組曲であるが、楽譜はそれぞれ別の出版社から出版されており、「出版上の都合から」とされるその詳しい事情は公式には明らかにされていない。

### 日本における受容
日本においては、作曲から40年以上経った後でも人気があり、プロフェッショナルの楽団に限らず、全日本吹奏楽コンクールの自由曲や演奏会のプログラムの1曲として取り上げる学校や団体は多い。演奏会のメインプログラムとして、一つの交響曲もしくは組曲として全4楽章を演奏する例も見受けられる。
特に《パート1》は、変化に富んだ曲想が好まれ、単独で演奏されることも非常に多く、長く定着している。関西で開催されるマーチングイベント『3000人の吹奏楽』では2010年から毎年、出場者と一般参加者全員によってこの曲の演奏が行われる。また、三重県内の中学・高校生から選抜されてプロ奏者の指導を受けるミエ・ユース ウインド・オーケストラでは毎年この曲を演奏曲目に加えている。

#### さまざまな編曲版
日本人作曲家・編曲家の手による編曲版が存在している。
- 金管バンド版（泉 修 編曲,2005年）[3]
- 金管バンド版（小泉 貴久 編曲）[4]
- オーケストラ版（中原 達彦 編曲,2012年）[5]
- 吹奏楽 小編成版（三浦　秀秋 編曲,2019年）[6]

このほか小林健太郎による「ホルン10重奏」、高橋宏樹による「吹奏楽 極小編成版」「サクソフォン8重奏版」、渡邊一毅による「クラリネット5重奏版」、比嘉修による「木管8重奏版」などのアンサンブル版が作成されている。

## 楽曲解説
※《パート1》《パート2》とも、各曲の標題は異なる日本語訳が用いられるケースがある。

### アルメニアン・ダンス パート1
1972年の夏に完成された。出版はサム・フォックス (Sam Fox Publishing Company) 。演奏時間は約11分。

#### 初演・献呈
1973年1月10日、ハリー・ベギアン（ビージャン） (Harry Begian) 指揮、イリノイ大学吹奏楽団。この楽団の指導者であったベギアンに献呈された。

#### 楽器編成
| 木管 | 木管                               | 金管  | 金管     | 弦・打 | 弦・打 |
| ---- | ---------------------------------- | ----- | -------- | ------ | --- |
| Fl.  | 2, Picc.                           | Crnt. | 2, Tp. 3 | Cb.    | ● |
| Ob.  | 2, C.A.                            | Hr.   | 4        | Timp.  | ● |
| Fg.  | 2, Cfg. 1 (任意)                   | Tbn.  | 3, Bass  | 他     | スネアドラム、バスドラム、クラッシュシンバル、サスペンデッドシンバル、タンバリン、ベル、ヴィブラフォン、シロフォン |
| Cl.  | 3, E♭, Alto, Bass, C-Bass          | Bar.  | ●        | 他     | スネアドラム、バスドラム、クラッシュシンバル、サスペンデッドシンバル、タンバリン、ベル、ヴィブラフォン、シロフォン |
| Sax. | Alt. 2 Ten. 1 Bar. 1 Bass 1 (任意) | Tub.  | ●        | 他     | スネアドラム、バスドラム、クラッシュシンバル、サスペンデッドシンバル、タンバリン、ベル、ヴィブラフォン、シロフォン |

#### 曲の構成
5曲のアルメニア民謡のメドレーのような形式で、これ自体が1つの組曲のような構成になっている。
Tzirani Tzar 「杏の木」
原曲は3つの旋律からなる曲で、1904年にコミタスの手によって合唱用に編曲・出版された。
作品の冒頭を飾る曲であり、金管楽器によるファンファーレと木管楽器による走句によって始まる。この堂々たるファンファーレは原曲の歌いだしをそのまま用いており、躍動的なメロディーと装飾的な動機が表情豊かな歌を作りあげる。最後にオーボエ、クラリネット、ファゴット、テナーサックスで速い動きがあり、やがてオーボエの旋律へと受け継がれていく。
Gakavi Yerk 「ヤマウズラの歌」
原曲はコミタス自身が作曲したオリジナル曲で、1908年に出版されている。
ヤマウズラが歩きまわる様子を表しており、クラリネットやオーボエ、フルートでかわいらしく演奏した後、コルネットのソロとなる。何回かクラリネットとオーボエのソロになった後、金管楽器が加わり、最後のホルンのソロとなり静かに曲が閉じる。
Hoy, Nazan Eem 「おーい、僕のナザン」
原曲は、ある若者がナザンという名の恋人のために歌う様子を描いたもので、1908年にコミタスが合唱用に編曲し、出版された。原曲の拍子は8分の6拍子であったが、作曲者のアイデアにより8分の5拍子に変更されている。
最初はパーカッションがリズムを刻み、アルトサックスがソロを吹き、オーボエのソロへとつながる。その後クラリネットが旋律を吹き、金管楽器が元気よく入る。最後にはクラリネット、フルート、ファゴットが追いかけるように吹き、最後にホルン、トロンボーンが静かに吹いて低音が一発静かに入る。
Alagyaz 「アラギャズ山」
原曲はアルメニアにあるアラギャズ（アラガツ）山を歌った雄大な民謡である。前後の活発な音楽と好対照を成している。トランペットやユーフォニアムが旋律を最初に演奏し、後に木管楽器が旋律を引き継いで、クラリネットがこの部分の曲を閉じる。
Gna, Gna 「行け、行け」
4分の2拍子の楽しさに満ちた音楽である。全員がドスを入れるように吹き、クラリネットが速いパッセージを吹き、アルトサックスとオーボエが陽気な旋律を吹く。続いて、クラリネットが陽気な旋律を吹く。中間部では1stクラリネットやフルートが難しいリズムを吹き、全員で陽気な音楽を作り出す。この部分の冒頭で吹いた旋律をアルトサックスに代わってコルネットが吹き、最後には木管楽器やホルンのグリッサンドと金管楽器と低音楽器の8分音符で曲が終わる。

### アルメニアン・ダンス パート2
《パート1》が出版されてから4年後の1978年に、アメリカのバーンハウス社 (C. L. Barnhouse Company) から出版された。演奏時間は約22分。

#### 初演・献呈
1976年4月、ハリー・ベギアン指揮、イリノイ大学吹奏楽団。《パート1》と同じく、ベギアンに献呈された。

#### 楽器編成
| 木管   | 木管                         | 金管   | 金管     | 弦・打 | 弦・打 |
| ------ | ---------------------------- | ------ | -------- | ------ | --- |
| Fl.    | 2, Picc. 1 (3rd Fl.持ち替え) | Crnt.  | 2, Tp. 3 | Cb.    | ● |
| Ob.    | 2, C.A.                      | Hr.    | 4        | Timp.  | ● |
| Fg.    | 2, Cfg. 1 (任意)             | Tbn.   | 4        | 他     | スネアドラム、バスドラム、クラッシュシンバル、サスペンデッドシンバル、タンバリン、ベル、ヴィブラフォン、シロフォン、トライアングル、トムトム、ゴング |
| Cl.    | 3, E♭, Alto, Bass, C-Bass    | Bar.   | ●        | 他     | スネアドラム、バスドラム、クラッシュシンバル、サスペンデッドシンバル、タンバリン、ベル、ヴィブラフォン、シロフォン、トライアングル、トムトム、ゴング |
| Sax.   | Alt. 2 Ten. 1 Bar. 1         | Tub.   | ●        | 他     | スネアドラム、バスドラム、クラッシュシンバル、サスペンデッドシンバル、タンバリン、ベル、ヴィブラフォン、シロフォン、トライアングル、トムトム、ゴング |
| その他 | その他                       | ハープ | ハープ   | ハープ | ハープ |

#### 曲の構成
《パート1》とは異なる出版社から出版されたため、楽譜には改めて1〜3の楽章番号が付けられている。
第1曲 Hov Arek 「農民の訴え」（風よ、吹け）
アルメニア民謡「農民の訴え」を基にした曲。民謡は、若い農民が山へ向かって「風よ（Hov）吹け（arek）。そして私の悩みを吹き飛ばしてくれ」と祈る歌。4分の3拍子のゆっくりとした悲しげな曲で、農民の訴えをイングリッシュ・ホルンで表現し、これがいろいろな楽器に引き継がれて静かに終わる。
4楽章構成における緩徐楽章と見ることができる。
第2曲 Khoomar 「結婚の舞曲」
コミタスが民謡から混声合唱を伴うソプラノ独唱用に編曲したものを基にしている。アルメニアの田舎の素朴な結婚式の舞曲で、8分の6拍子の楽しげな曲となっている。原題の“Khoomar”（クーメル、クーマー）はアルメニア人女性の名前で、原曲は「2人の若者が出会い、結婚する」という村の楽しい情景を描いている。
4楽章構成におけるスケルツォ楽章と見ることができる。
第3曲 Lorva Horovel 「ロリの歌」（ロリ地方の農耕歌）
農民の労働歌からとられたもので、391小節におよぶ大規模な楽章である。トランペットに導かれて劇的な悲痛な響きで開始され、間に8分の5拍子のエキゾッチックなメロディが現れる。主部は4分の2拍子テンポ200のにぎやかな曲で、中間部では8分の5拍子のテンポ120とゆっくりな部分となり、8分の6拍子の舞曲的なメロディが現れるが、再び4分の2拍子の速いテンポになり、華麗に曲が終わる。